# 1902年危地马拉地震
1902年危地马拉地震发生于1902年4月18日20点23分，矩震級为7.5级，最大烈度为VIII度。断裂始于25千米深处，持续1至2分钟。
这次地震的前震和余震都很严重。主震前，群震持续了三个月，之后的震动也持续了两周多。事后看来，这次地震明显预示了圣地亚古多火山1902年历史性的爆炸性火山喷发，喷发发生于地震六个月后。
危地马拉西部和墨西哥恰帕斯州东部的大多数教堂等建筑遭到严重破坏，部分被摧毁。这次地震的死亡人数在800至2000人之间。  
地震发生前的几个星期，几乎每天下午都下雨，且有雷暴。地震时，瓜地馬拉市瞬间被洪水淹没，街道出现巨大裂痕，水管破裂，大量建筑解体倒塌，数百人被埋。仅一小时之内，就有约8万人无家可归。同时，危地马拉第二大城市克察尔特南戈几乎成为废墟。 
地震发生后，天空立即放晴，大约三周没有下雨。据称，这次地震与和电有关的大气扰动有关。 

### 文献
- White, R.A.; Ligorria, J.P.; Cifuentes, I.L., ,  375, Geological Society of America, 2004, ISBN 978-0-8137-2375-4, doi:10.1130/0-8137-2375-2.379 （英语）